# 大芒鹅观草
大芒鹅观草（学名：Roegneria turczaninovii var. macrathera）为禾本科鹅观草属下的一个变种。